# Нарин (Заіграєвський район)
Нарин (рос. Нарын) — улус Заіграєвського району, Бурятії Росії. Входить до складу Сільського поселення Верхньоількінське.
Населення — 219 осіб (2015 рік).